# André Lacrampe

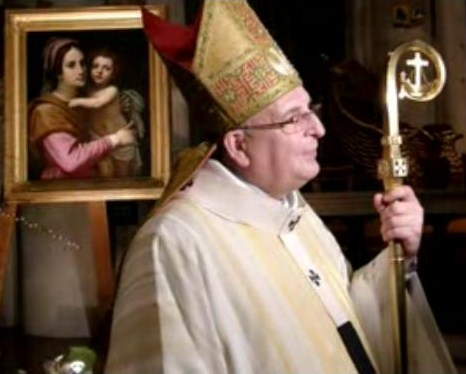
Erzbischof Lacrampe (Foto 2011)

Erzbischofswappen

André Jean René Lacrampe IdP (* 17. Dezember 1941 in Agos-Vidalos, Département Hautes-Pyrénées, Frankreich; † 15. Mai 2015 in Lourdes) war ein römisch-katholischer Geistlicher und Erzbischof von Besançon.

## Leben
André Lacrampe wurde als Kind von Landarbeitern etwa acht Kilometer entfernt von Lourdes geboren. Er studierte am Priesterseminar von Dax, trat dem Säkularinstitut Istituto del Prado bei und empfing am 31. Dezember 1967 die Priesterweihe.
Papst Johannes Paul II. ernannte ihn am 13. Juli 1983 zum Titularbischof von Legia und zum Weihbischof in Reims. Die Bischofsweihe spendete ihm der Bischof von Tarbes und Lourdes, Henri Donze, am 16. Oktober desselben Jahres; Mitkonsekratoren waren Jacques Ménager, Erzbischof von Reims, und Georges Béjot, emeritierter Weihbischof in Reims. Als Wahlspruch wählte er Servir en ta présence.
Am 1. Oktober 1988 wurde er zum Prälaten der Mission de France o Pontigny ernannt. Am 5. Januar 1995 berief ihn Papst Johannes Paul II. zum Bischof von Ajaccio und am 13. August 2003 zum Erzbischof von Besançon.
Am 25. April 2013 nahm Papst Franziskus sein aus gesundheitlichen Gründen vorgebrachtes Rücktrittsgesuch an.